# Nudossi
Nudossi（ヌドシー）は Vadossi が製造するヘーゼルナッツ・ヌガークリームのスプレッド 。

## 概要
赤いフタの容器が目印のNudossiは旧東ドイツのブランドとして知られる。数年に渡る生産休止の後、1999年より再生産が開始される。よくドイツでは東のヌテラと称されるが、ヘーゼルナッツの含有量に大きな違いがある。ヌテラが13%に対して、ヌドシーは3倍に近い36%のヘーゼルナッツが含まれている。
姉妹商品としてヘーゼルナッツが10%、ココナッツが5%含まれる Naschi (ナシ)とミルク・チョコ・クリームの Nu Pagadi といったスプレッドが生産されている。 

## 成分
材料砂糖、ヘーゼルナッツ (36 %)、植物油、 低脂肪カカオ、 低脂肪粉ミルク、 レシチン、 香料、 食塩。
カロリー100グラム当たり 2218キロジュール（531キロカロリー）